# Grazjdanski prospekt (metrostation)
Grazjdanski prospekt (Russisch: Гражда́нский проспе́кт) is een station van de metro van Sint-Petersburg. Het station maakt deel uit van de Kirovsko-Vyborgskaja-lijn en werd geopend op 29 december 1978. Het metrostation bevindt zich in een noordelijke buitenwijk van Sint-Petersburg, nabij de Grazjdanski prospekt (Burgerlaan), waarnaar het genoemd is.
Het station ligt 64 meter onder de oppervlakte en beschikt over een perronhal met zuilen. Het bovengrondse toegangsgebouw bevindt zich op de hoek van de Grazjdanski prospekt en de Prospekt Prosvesjtsjenija (Onderwijslaan). Aan het einde van de perronhal is het wapen van de Sovjet-Unie in metaal opgehangen.
Devjatkino  · 
Grazjdanski prospekt · 
Akademitsjeskaja · 
Politechnitsjeskaja · 
Plosjtsjad Moezjestva · 
Lesnaja · 
Vyborgskaja · 
Plosjtsjad Lenina  · 
Tsjernysjevskaja · 
Plosjtsjad Vosstanieja    · 
Vladimirskaja  · 
Poesjkinskaja  · 
Technologitsjeski institoet  · 
Baltiejskaja  · 
Narvskaja · 
Kirovski zavod · 
Avtovo · 
Leninski prospekt · 
Prospekt Veteranov